# Passiflora tiliaefolia
Passiflora tiliaefolia är en passionsblomsväxtart som beskrevs av Antonio José Cavanilles. Passiflora tiliaefolia ingår i släktet passionsblommor, och familjen passionsblomsväxter. Inga underarter finns listade i Catalogue of Life.